# Gaio Ottavio
Gaio Ottavio (latino: Gaius Octavius; Velletri, 100 a.C. circa – Nola, 59 a.C.) è stato un militare romano, nonché padre di Augusto.

## Biografia
Discendeva da un antico e ricco ramo equestre della gens Octavia, della quale fu il primo a divenire senatore della repubblica.
Il suo trisavolo combatté come ufficiale di medio livello durante la seconda guerra punica in Sicilia sotto il comando di Emilio Papo. Suo padre fu un magistrato municipale sino ad un'età avanzata. Nel 63 a.C. gli nacque dall'unione con Azia maggiore, Ottaviano Augusto, che poi sarebbe diventato il primo imperatore romano. Svetonio racconta che in questa circostanza, sognò che dal ventre di Azia sarebbe nato un raggio di sole. Il giorno in cui Ottaviano nacque, in Senato si stavano deliberando importanti decisioni riguardo alla congiura di Catilina, ma Ottavio vi giunse in ritardo a causa del parto. Quando P. Nigidio venne informato del motivo del ritardo, proclamò che era nato un padrone dell'intero universo.
Dopo la sua pretura del 61 a.C. divenne di conseguenza governatore della provincia della Macedonia. Il senato gli diede l'ordine, mentre si recava a prender possesso della provincia, di soffocare una ribellione servile nei pressi di Turi, che in passato aveva avuto conseguenze catastrofiche con Spartaco e Catilina. Si dimostrò un capace amministratore, governando "con energia, e non minore giustizia"; le sue gesta includono la vittoria in una battaglia contro la tribù tracica dei Bessi. Cicerone consigliava a suo fratello Quinto, a quel tempo proconsole non molto apprezzato nella provincia d'Asia, di prendere come esempio il suo vicino Ottavio per farsi apprezzare dagli alleati.
Ancora Svetonio racconta che quando era al comando dell'armata romana che attraversava la Tracia, consultò gli oracoli barbari in un bosco consacrato a Bacco. I sacerdoti dopo aver osservato il vino sparso sugli altari, il quale aveva fatto crepitare la fiamma così in alto che, dopo aver superato in altezza il tempio, era salita al cielo, prodigio che gli stessi indicarono essersi verificato solo per Alessandro Magno, quando erano stati fatti identici sacrifici sugli stessi altari.
(Svetonio, Augustus, 94.)
Ottavio morì a Nola, sulla strada del ritorno dalla Macedonia, mentre era in procinto di candidarsi al consolato a Roma nel 59 a.C., nella stessa camera da letto in cui morì parecchio tempo dopo il figlio Augusto. Dalla sua prima moglie, Ancaria, ebbe Ottavia maggiore; dalla seconda, Azia maggiore, ebbe Ottavia minore ed Augusto.